# 天主教馬拉博總教區
天主教馬拉博總教區（拉丁語：Archidioecesis Malaboënsis）是赤道幾內亞一個羅馬天主教教省總教區，位於首都馬拉博，下轄四個教區。是該國唯一一個總教區。
1855年10月10日設安諾本、科里斯科暨斐南德波宗座代牧區，1966年5月3日升為教區。1982年10月15日升為總教區。
總教區範圍包括比奧科島和安諾本島。2004年有教友238,923人（佔轄區總人口90.0%）、卅二個堂區、廿二名司鐸。現任教區總主教為伊德方索·奧巴馬·奧博諾。